# Helen Appo Cook

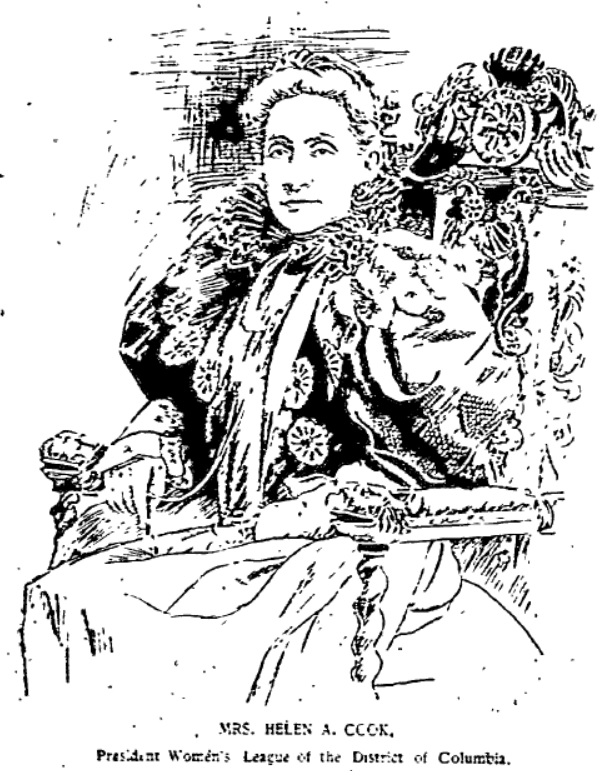
Helen Appo Cook, The Colored American, 1898

Helen Appo Cook (* 21. Juli 1837 in New York; † 20. November 1913 in Washington, D.C.) war eine US-amerikanische, wohlhabende, prominente afroamerikanische Aktivistin und eine führende Vertreterin der Frauenclubbewegung. Cook war Gründerin und Präsidentin der Colored Women's League, die sich 1896 mit einer anderen Organisation zur National Association of Colored Women (NACW) zusammenschloss, einer Organisation, die noch heute aktiv ist. Cook setzte sich für das Wahlrecht ein und war Mitglied der Niagara-Bewegung, die sich gegen Rassentrennung und die Entrechtung von Afroamerikanern einsetzte.

## Leben
Helen Cook wurde als Tochter von William Appo, einem Musiker, und Elizabeth Brady Appo geboren, die ein Hutgeschäft in New York besaß. Aufgrund des Berufs des Vaters als Musiker lebte die Familie in verschiedenen Städten wie Baltimore und Philadelphia, bevor sie sich dauerhaft in New York City niederließ.
Als Teenager besuchte Cook mit ihrer Mutter Versammlungen über Frauenrechte und identifizierte sich mit der Sache der Frauen:

„I was born to an inheritance of appreciation and sympathy for the cause of women's rights, my mother before me being so ardent a supporter of its doctrines that I felt myself, in a measure, identified with it. Among my earliest recollections are the Sunday afternoon meetings, held at the home of Lucretia Mott, on Arch street, in Philadelphia […] on one of those occasions […] I heard that eloquent advocate of human freedom, the English abolitionist, George Thompson.“

„Ich wurde mit einem Erbe an Wertschätzung und Sympathie für die Sache der Frauenrechte geboren, da meine Mutter vor mir eine so glühende Verfechterin ihrer Ansichten war, dass ich mich in gewissem Maße mit ihr identifizierte. Zu meinen frühesten Erinnerungen gehören die Versammlungen am Sonntagnachmittag im Haus von Lucretia Mott in der Arch Street in Philadelphia […] Bei einer dieser Gelegenheiten […] hörte ich einen wortgewaltigen Verfechter der menschlichen Freiheit, den englischen Abolitionisten George Donisthorpe Thompson.“

Als Erwachsene nahm Cook dann an der ersten Wahlrechtsversammlung teil, die im Januar 1869 in Washington, D.C., stattfand und von der Universal Franchise Association organisiert wurde.
1864 heiratete sie und John Francis Cook, Jr. Er wurde der wohlhabendste Afroamerikaner in Washington, D.C., mit einem angegebenen Vermögen von 200.000 Dollar im Jahr 1895. Zu seinen beruflichen Aktivitäten gehörte die Ernennung zum obersten Steuereintreiber von Washington, D.C. (1874–1884), die Tätigkeit als Treuhänder der Howard University (1874–1908) und die Partnerschaft mit seinem Bruder George F. T. Cook und dem ehemaligen Kongressabgeordneten George Henry White in der Firma Cook, Cook and White, die von 1904 bis 1906 Ziegelsteine herstellte. Die Cooks hatten fünf Kinder, Elizabeth (1864–1953), John Francis III (1868–1932), Charles Chaveau (ca. 1871–1910), George Frederick (1874–1927) und Ralph Victor (1875–1949).
1864 wurde die National Association for the Relief of Destitute Colored Women and Children („Nationale Vereinigung zur Unterstützung mittelloser farbiger Frauen und Kinder“) durch ein Gesetz des US-Kongresses gegründet, um ihnen „suitable home, board, clothing, and instructions, and to bring them under Christian influences“. Elizabeth Keckley, Näherin und Vertraute der ehemaligen First Lady Mary Lincoln, war eines der Gründungsmitglieder der Vereinigung. Cook war fast 35 Jahre lang Mitglied und hatte verschiedene Führungspositionen inne. Im Jahr 1880 wurde sie als erste afroamerikanische Frau zur Sekretärin der Vereinigung gewählt, ein Amt, das sie zehn Jahre lang innehatte. Auch afroamerikanische Männer unterstützten die Vereinigung: Frederick Douglass zahlte 1866 für eine Mitgliedschaft auf Lebenszeit. Charles Burleigh Purvis und der Hotelbesitzer James Wormely traten 1872 dem Kuratorium bei. John F. Cook, Jr., Helen Cooks Ehemann, trat 1885 in das Kuratorium ein, leistete finanzielle Unterstützung und half, beim Kongress die weitere Finanzierung zu sichern. Die Zuschüsse des Kongresses wurden jedoch 1892 eingestellt. Die Vereinigung unterhielt ein Gebäude für Obdachlose und Waisenkinder in der Eighth and Euclid Street, NW, mit ständigen Ausschüssen für Aufnahme und Entlassung, Haushaltsführung, Bildung und Kleidung. Zum Zeitpunkt ihres Todes war Cook Präsidentin des Vereins.
1892 gründeten Helen Cook, Ida B. Wells, Anna J. Cooper, Charlotte Forten Grimké, Mary Jane Patterson, Mary Church Terrell und Evelyn Shaw die Colored Women's League (CWL) in Washington, D.C. Die Ziele der Liga waren die Förderung der Einheit, des sozialen Fortschritts und der besten Interessen der afroamerikanischen Gemeinschaft durch Erbringung von Dienst- und Unterstützungsleistungen. Cook wurde zur Präsidentin gewählt. Cook schrieb den ersten Washington Letter über die Aktivitäten der CWL in The Woman’s Era, der ersten nationalen Zeitung, die für und von afroamerikanischen Frauen herausgegeben wurde. Cook berichtete über die Leistungen der CWL im Jahr 1894, darunter die Beschaffung von 1.935 US-Dollar für ein ständiges Heim der Liga, die Veranstaltung einer Reihe von öffentlichen Vorträgen für Mädchen an einer örtlichen High School und an der Howard University, die Einrichtung von durch die CWL gesponserten Kursen in Deutsch, englischer Literatur und Hygiene, die Einrichtung einer Nähschule und eines Reparaturbüros mit 88 Schülerinnen und zehn Lehrkräften, die Zahlung des Schulgelds für zwei Krankenpflegeschülerinnen und eines Teils des Gehalts für die Einstellung einer Kindergärtnerin. In den weiteren Jahren übernahm Mary Church Terrell die Berichte.
Im Mai 1898 sprach Cook auf der zweiten Jahrestagung des National Congress of Mothers in Washington, D.C. Der National Congress of Mothers war der Vorläufer der heutigen National Parent Teachers Association. In ihrer Rede We Have Been Hindered: How Can We Be Help? prangerte sie diejenigen an, die negative Verhaltensweisen bei Afroamerikanern als angeboren ansahen, anstatt sie als Reaktion auf die Auswirkungen von Armut und Vorurteilen zu betrachten.
Später im Jahr 1898 lud W. E. B. Du Bois, der ebenfalls auf der Jahrestagung gesprochen hatte, Cook ein, einen Beitrag für die dritte jährliche Atlanta Conference of Negro Problems an der Atlanta University. Ziel der Konferenzreihe von 1896 bis 1914 war es, die Schwierigkeiten der afroamerikanischen Gemeinschaft zu analysieren und Lösungen vorzuschlagen. In Cooks Beitrag wurden die Errungenschaften der CWL beschrieben, darunter die Aufnahme von mehr als 100 Kindern in ihre Kindergärten.
Im Laufe der Zeit richtete die CWL ein Ausbildungszentrum für Kindergärtnerinnen ein und unterhielt sieben kostenlose Kindergärten und mehrere Kinderkrippen. Die CWL richtete auch Nähschulen, Abendschulen und Sparvereine ein. Im Jahr 1903 verfügte die Liga über ein eigenes Gebäude, das temporäre Unterkunft, Verpflegung und einen Kinderhort bot. Außerdem hatte die Organisation laut Fannie Barrier Williams mit Cook als gewählter Präsidentin die größte Mitgliederzahl aller afroamerikanischen Frauenclubs im Land.
Die Gründungsmitglieder der Liga hatten von Anfang an die Absicht, eine nationale Organisation zu gründen. „The Colored Women's League recently organized in Washington has cordially invited women in all parts of the country to unite with it, so that we may have a national organization“ schrieb Mary Church Terrell 1893. 1895 lud Josephine St. Pierre Ruffin, Präsidentin des Woman's Era Club of Boston, alle afroamerikanischen Frauen zu einer dreitägigen Konferenz nach Boston ein, um Fragen im Zusammenhang mit dem „moralischen, geistigen, körperlichen und finanziellen Wachstum und Wohlergehen“ schwarzer Frauen zu erörtern, nachdem John Jacks, Präsident der Missouri Press Association, sich abfällig über den Charakter afroamerikanischer Frauen geäußert hatte. Die CWL und vierundzwanzig weitere Clubs aus dem ganzen Land nahmen vom 29. bis 31. Juli 1895 an der First National Conference of the Colored Women of America teil. Zu den gewählten Amtsträgerinnen der Konferenz gehörten Josephine St. Pierre Ruffin als Präsidentin sowie Cook und Margaret Murray Washington als Vizepräsidentinnen. Helen Cook hielt am ersten Tag des Kongresses eine Ansprache mit dem Titel The Ideal National Union, in der sie zur Einheit aufrief und die Ziele und den Zweck einer nationalen Organisation zur Unterstützung schwarzer Frauen umriss. Sie sprach auch am letzten Tag der Konferenz über eine Vision für eine nationale Organisation. Victoria Earle Matthews legte dann eine Resolution vor, in der sie die Gründung einer nationalen Organisation forderte. Die Konferenz wurde um einen weiteren Tag verlängert, um die Gründung einer nationalen Organisation weiter zu diskutieren. Die Resolution wurde angenommen, und es wurde ein Ausschuss gebildet, der die Einzelheiten ausarbeiten sollte. Ein Jahr später versammelten sich afroamerikanische Frauenclubs aus dem ganzen Land in Washington, D.C., zu einem Kongress. Am 20. Juli 1896 wurde dort ein Antrag auf Bildung eines Komitees zur Gründung einer Vereinigung zwischen der National Federation of Afro American Women und der Colored Women's League verabschiedet. Die neue Organisation, die National Association of Colored Women, wählte Mary Church Terrell zu ihrer ersten Präsidentin.
Am 15. Februar 1898 hörte der Justizausschuss des Repräsentantenhauses Vertreterinnen der National Woman Suffrage Association (NWSA) in der Diskussion um einen Zusatzartikel zur Verfassung zur Gewährung des Frauenwahlrechts. Die Vorsitzende der NWSA, Susan B. Anthony spielte dabei in provokanter Form das Frauwahlrecht gegen das Stimmrecht auch für Afroamerikaner aus dem 15. Zusatzartikel zur Verfassung der Vereinigten Staaten aus, in dem sie Vergleiche zog zwischen den „ehemaligen Sklaven [einerseits] und der großen Zahl von Frauen von hohem intellektuellem Rang, die gezwungen sind, ihre politische Unterlegenheit gegenüber diesen anzuerkennen“. Einige Tage später reagierte Cook mit einem Brief in der Washington Post, in dem sie ihre eigene Geschichte zur Unterstützung der Rechte der Frauen skizzierte und Anthony vor dem Hintergrund ihrer großen Bekanntheit und ihres Einflusses auf andere Frauen aufforderte, das allgemeine Wahlrecht zu unterstützen, anstatt afroamerikanische Männer zu verunglimpfen.
Im Alter von fast siebzig Jahren reisten Cook und ihr Ehemann nach Harpers Ferry, West Virginia, um an der nationalen Versammlung der Niagara-Bewegung im August 1906 teilzunehmen, die sich gegen Rassentrennung und die Entrechtung der Afroamerikaner wandte. John Cook nahm als Mitglied der Organisation teil. Auf der Versammlung wurde nach einer Debatte beschlossen, dass Frauen assoziierte Mitglieder werden konnten, und Cook wurde assoziiertes Mitglied.
Cook starb 1913  im Haus der Familie an einer Lungenentzündung und Herzversagen. Eine afroamerikanische Zeitung bemerkte, dass sie „ohne weiteres die reichste farbige Frau im District of Columbia war. Der Wert des Cook-Anwesens wird auf nicht weniger als eine Viertelmillion Dollar geschätzt. […] Frau Cook hatte großes Interesse an Organisationen von Farbigen und Wohltätigkeitsarbeit und war eine Frau mit einem gütigem Herzen und großem Mitgefühl.“ Cook wurde auf dem Columbian Harmony Cemetery zusammen mit ihrem vorher verstorbenen Ehemann und anderen Mitgliedern der Familie Cook beigesetzt.